# Melicerita flabellifera
Melicerita flabellifera är en mossdjursart som beskrevs av Hayward och Winston 1994. Melicerita flabellifera ingår i släktet Melicerita och familjen Cellariidae. Inga underarter finns listade i Catalogue of Life.